# 塚本凪沙
塚本 凪沙（つかもと なぎさ　2000年（平成12年）5月16日 - ）は、日本の女性スタイリスト。元ファッションモデル・アイドル。東京都出身。スターレイプロダクション所属。
美容学校卒業後、現在はALBUM GINZAのトップスタイリスト。

## 略歴
モデルに憧れており、ティーンズブランドである「repipi armario」の店舗で店員の勧めを受けたことを契機にモデルの道へ進んだ。2013年（平成25年）、ファッション雑誌『ニコラ』（新潮社）の第17回ニコラモデルオーディションで11,256人の応募者の中から中村里帆、清水凜花、山本優奏、小林恵月と共にグランプリに選ばれる。同年10月号より専属モデル（ニコモ）として出演。
2015年（平成27年）8月24日よりグランドオープンした「原宿駅前ステージ」にてアイドルグループ「ふわふわ」のメンバーとして公演を行っている。

## 人物
『ニコラ』の公式ウェブサイトによれば、次のような好み・目標がある。
- 好きなブランドは、WEGO、SPINNS、BUBBLES、Honey Cinnamon
- 目標の人物は西内まりや。
- 趣味はギターを練習すること、マンガと映画鑑賞。
- 好きな男性のタイプは、笑顔がステキな人。
- 将来の夢は、モデルやバラエティ番組などに出るようなタレント。
- 日出高等学校(現在の目黒日本大学高等学校)出身。
- 卒業後は美容学校に進学していることをSNSで公表している。

・その後 ALBUM GINZAにてスタイリストとなった。